# Ліла Рістевська
Ліла Рістевська (англ. Lila Ristevska; нар. 20 жовтня 1968) — австралійська та македонська борчиня вільного стилю та дзюдоїстка, триразова чемпіонка Океанії, триразова чемпіонка Співдружності у змаганнях з жіночої боротьби. Срібна та бронзова призерка чемпіонату Австралії із дзюдо.

## Життєпис
Боротьбою почала займатися з 1991 року.
Успішно виступала за збірну Австралії на регіональному рівні, тричі стававши чемпіонкою Океанії. Вісім разів представляла свою країну на чемпіонатах світу. Найуспішнішим для неї був чемпіонат світу 1995 року, на якому вона потрапила до п'ятірки найсильніших. П'ятнадцятиразова національна чемпіонка Австралії з боротьби з 1991 по 2005 рік. Завершила виступати за збірну після невдалого відбору через кваліфікаційні турніри на літні Олімпійські ігри 2004 року. Ненадовго повернулася до участі у змаганнях під прапором Північної Македонії у 2008 році. Однак після невдалого виступу на чемпіонаті Європи (11 місце) і чергової невдачі на кваліфікаційних турнірах на літні Олімпійські ігри 2008 року завершила спортивну кар'єру. Виступала за спортивний клуб «Swat». Тренер — Шон Шелдон (з 2005).
Після здобуття відповідної освіти працює фітнес-тренером.

## Спортивні результати на міжнародних змаганнях

### Виступи на Чемпіонатах світу
| Змагання                        | Збірна    | Вагова категорія          | Місце |
| ------------------------------- | --------- | ------------------------- | ----- |
| Чемпіонат світу з боротьби 1991 | Австралія | жіноча боротьба, до 50 кг | 7     |
| Чемпіонат світу з боротьби 1995 | Австралія | жіноча боротьба, до 47 кг | 5     |
| Чемпіонат світу з боротьби 1996 | Австралія | жіноча боротьба, до 47 кг | 10    |
| Чемпіонат світу з боротьби 1997 | Австралія | жіноча боротьба, до 46 кг | 6     |
| Чемпіонат світу з боротьби 1998 | Австралія | жіноча боротьба, до 46 кг | 7     |
| Чемпіонат світу з боротьби 1999 | Австралія | жіноча боротьба, до 46 кг | 10    |
| Чемпіонат світу з боротьби 2002 | Австралія | жіноча боротьба, до 48 кг | 21    |
| Чемпіонат світу з боротьби 2003 | Австралія | жіноча боротьба, до 48 кг | 22    |

### Виступи на Чемпіонатах Океанії
| Змагання                          | Збірна    | Вагова категорія          | Місце  |
| --------------------------------- | --------- | ------------------------- | ------ |
| Чемпіонат Океанії з боротьби 1995 | Австралія | жіноча боротьба, до 50 кг | Золото |
| Чемпіонат Океанії з боротьби 1996 | Австралія | жіноча боротьба, до 53 кг | Золото |
| Чемпіонат Океанії з боротьби 1999 | Австралія | жіноча боротьба, до 51 кг | Срібло |
| Чемпіонат Океанії з боротьби 2002 | Австралія | жіноча боротьба, до 48 кг | Золото |

### Виступи на Чемпіонатах Європи
| Змагання                         | Збірна             | Вагова категорія          | Місце |
| -------------------------------- | ------------------ | ------------------------- | ----- |
| Чемпіонат Європи з боротьби 2008 | Північна Македонія | жіноча боротьба, до 48 кг | 11    |

### Виступи на Чемпіонатах Співдружності
| Змагання                                | Збірна    | Вагова категорія          | Місце  |
| --------------------------------------- | --------- | ------------------------- | ------ |
| Чемпіонат Співдружності з боротьби 1993 | Австралія | жіноча боротьба, до 50 кг | Золото |
| Чемпіонат Співдружності з боротьби 1994 | Австралія | жіноча боротьба, до 50 кг | Золото |
| Чемпіонат Співдружності з боротьби 1995 | Австралія | жіноча боротьба, до 50 кг | Золото |

### Виступи на інших змаганнях
| Олімпійський кваліфікаційний турнір з боротьби 2004 (Туніс)     | Австралія          | жіноча боротьба, до 48 кг | 21 |
| Олімпійський кваліфікаційний турнір з боротьби 2004 (Мадрид)    | Австралія          | жіноча боротьба, до 48 кг | 12 |
| Олімпійський кваліфікаційний турнір з боротьби 2008 (Едмонтон)  | Північна Македонія | жіноча боротьба, до 48 кг | 20 |
| Олімпійський кваліфікаційний турнір з боротьби 2008 (Хапаранда) | Північна Македонія | жіноча боротьба, до 48 кг | 21 |